# Epidendrum nicaraguense
Epidendrum nicaraguense là một loài thực vật có hoa trong họ Lan. Loài này được Scheeren ex Hágsater mô tả khoa học đầu tiên năm 1993.